# Melvil Dewey
Melville Louis Kossuth Dewey (ur. 10 grudnia 1851 w Adams Center, zm. 26 grudnia 1931 w Lake Placid) – amerykański bibliotekarz, twórca klasyfikacji zbiorów bibliotecznych zwanej od jego nazwiska Klasyfikacją Dziesiętną Deweya.
Melvil Dewey urodził się w miejscowości Adams Center w stanie Nowy Jork. Ukończył Amherst College, gdzie podjął pierwszą pracę w bibliotece, zostając asystentem bibliotekarza.
Swoje edukację uniwersytecką rozpoczął w Alfred University, ale wkrótce później przeniósł się do Amherst College, gdzie ukończył swoją edukację i został tam zatrudniony jako bibliotekarz. Opuścił on tę posadę po dwóch latach, aby pracować w nowo złożonym przez siebie „Library Journal” jako edytor.
W 1876 roku Dewey i jego przyjaciel, też bibliotekarz, Charles Ammi Cutter pomagali w założeniu ALA. Obydwaj wygłosili przemówienia w trakcie pierwszej konferencji tej organizacji. Dewey został jednym z założycieli ALA i miał duży wpływ na dalszy jej rozwój. W tym samym roku Dewey opublikował anonimowo pierwszą wersję tablic Dziesiętnych Klasyfikacji Dewey’a.
W 1883 roku Dewey został poproszony o zostanie bibliotekarzem w bibliotece Uniwersytetu Columbia, gdzie założył Columbia School of Library Economy w 1887 roku. W 1888 roku dostał propozycję przejęcia stanowiska dyrektora New York State Library, którą przyjął i tam przeniósł swoją szkołę, której nazwa została zmieniona na New York State Library School. Również tam stworzył system podróżujących bibliotek oraz kolekcji obrazów, które stały się ważnym krokiem w rozwoju bibliotek.
W 1889 roku Devey został mianowany sekretarzem regenta w University of the State of New York.
W 1895 roku założył Klub Lake Placid, którego jednym z głównych celów była edukacja Amerykanów w obszarze sportów zimowych. Klub nie zezwalał na dołączenie lub goszczenie Żydów, ludzi ciemnoskórych oraz społecznie napiętnowanych grup, przez co w 1904 Rada Regentów Stanu New York otrzymała petycje, aby usunąć Dewey’a z jego stanowiska jako bibliotekarza stanowego. Rada Regentów zdecydowała się go nie zwalniać, ale wydała mu publiczną naganę.
W roku 1905 Dewey zrezygnował z pozycji bibliotekarza stanowego i skupił się na rozwoju Klubu Lake Placid i drugiego, podobnego projektu w Florydzie. Zmarł we Florydzie w Lake Placid, 26 grudnia 1931 roku z powodu udaru mózgu.
W 2019 roku w związku z jego udokumentowanym rasizmem, antysemityzmem i wieloma oskarżeniami o molestowanie, rada ALA zadecydowała, że nazwa Medalu Melvil Dewey’a zostanie zmieniona, aby ten nie miał dalszego związku z jego imieniem.
Melvil Dewey był dwukrotnie żonaty. Z pierwszą żoną Annie Godfrey miał jedynego syna. Drugi raz ożenił się z Emily Beal. 
Nazwisko Deweya znajduje się w Library Hall of Fame, czyli na liście najbardziej zasłużonych bibliotekarzy amerykańskich. Lista ta została opublikowana w Library Journal w 75. rocznicę powstania ALA. 